# Занемысль (гмина)
Занемысль (пол. Zaniemyśl) — сельская гмина (уезд) в Польше, входит как административная единица в Сьрёдский повет (Великопольское воеводство), Великопольское воеводство. Население — 6258 человек (на 2008 год).

## Сельские округа
1. Божыдар
2. Бжостек
3. Винна
4. Езоры-Вельке
5. Занемысль
6. Зволя
7. Кемпа-Велька
8. Ленкно
9. Любонец
10. Любонечек
11. Мондре
12. Пигловице
13. Плачки
14. Полесе
15. Польвица
16. Снециска
17. Чарнотки
18. Яшково

## Прочие поселения
1. Вышаково
2. Вышаковске-Хубы
3. Дембице
4. Доброчин
5. Доливец-Лесьны
6. Езорске-Хубы
7. Езоры-Мале
8. Зофювка
9. Кемпа-Мала
10. Людвиково
11. Майданы
12. Пигловске-Хубы
13. Польвица-Хубы
14. Потахы
15. Хубы

## Соседние гмины
1. Гмина Ксёнж-Велькопольски
2. Гмина Курник
3. Гмина Кшикосы
4. Гмина Сьрем
5. Гмина Сьрода-Велькопольска